# 河手捨二
河手 捨二（かわて すてじ、1877年10月 - 1956年6月20日）は、日本の実業家。第3代三菱鉱業会長。

## 人物・経歴
東京府第一中学を経て、1899年高等商業学校（現一橋大学）卒業、三菱商事入社。1914年三菱商事司支店副長。1918年三菱商事若松支店長。1920年三菱商事石炭部長兼東京支店長。1923年、岩崎彦弥太からの銀製カップ寄贈を受け、三菱庭球同好会HI盃大会初代委員長に就任。
三菱鉱業常務取締役兼営業部長、雄別炭鉱鉄道常務取締役、中島鉱業監査役等を経て、1936年から三菱鉱業取締役会長を務め、日中戦争中、北京事務所の開設などを進めた。1938年帝国コークス創立発起人。1942年三菱鉱業取締役会長を退任。この間、三菱本社取締役等も兼務した。
戦後、公職追放となる。追放解除後の1956年死去。